# HICOG-Siedlung Muffendorf/Pennenfeld

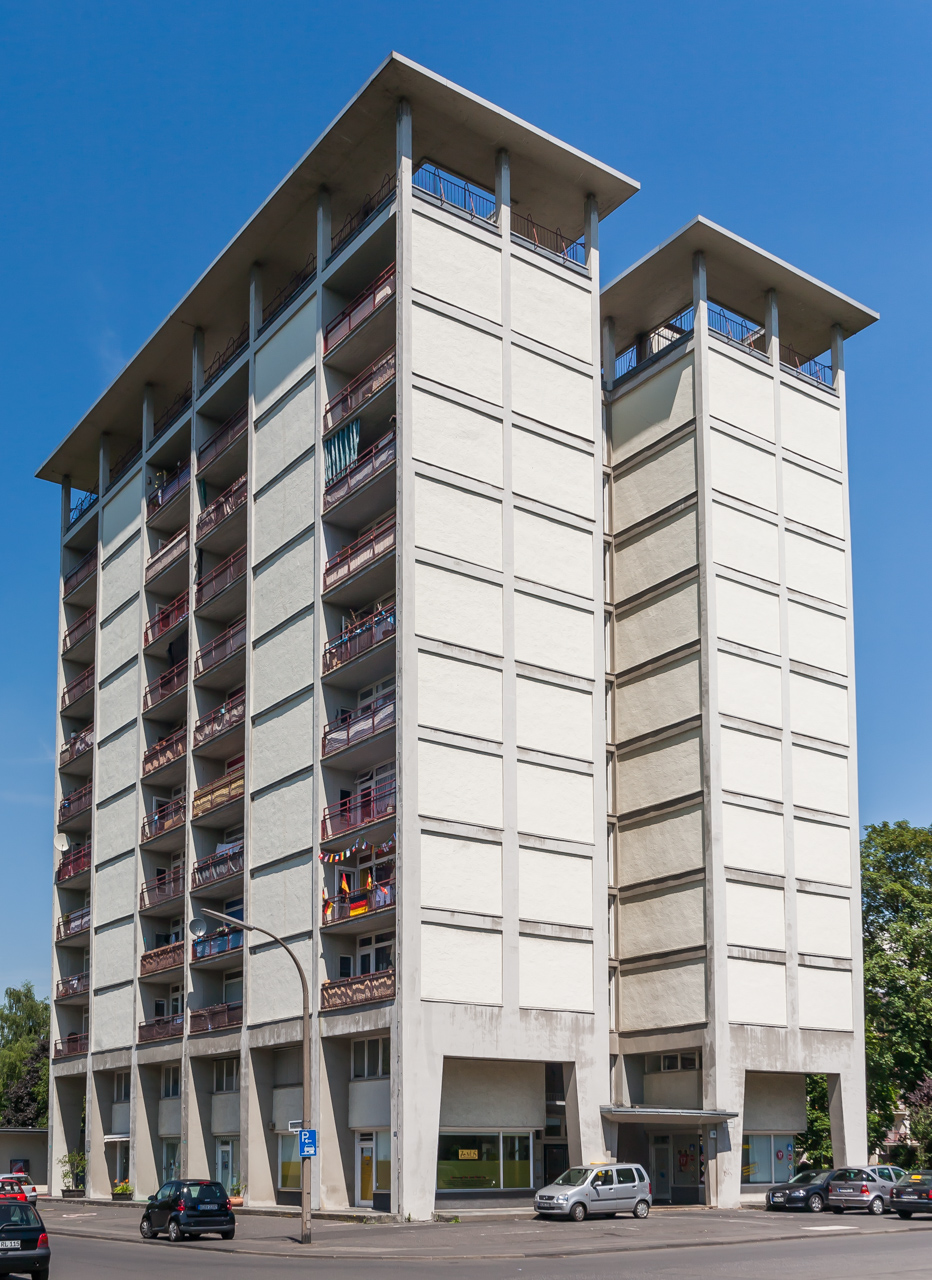
Hochhaus der Siedlung (2014)

Die HICOG-Siedlung Muffendorf/Pennenfeld (ursprünglich nur HICOG-Siedlung Muffendorf) ist eine Siedlung im Bonner Ortsteil Pennenfeld, die 1951/52 für Mitarbeiter der US-amerikanischen Hochkommission (HICOG) errichtet wurde. Sie steht als Baudenkmal unter Denkmalschutz.

## Lage
Die HICOG-Siedlung liegt im Norden des Ortsteils Pennenfeld östlich von Muffendorf und schließt sich direkt südlich an das Godesberger Zentrum an. Sie erstreckt sich zwischen der Deutschherrenstraße im Westen, der Theodor-Heuss-Allee im Norden sowie der Koblenzer Straße (B 9) im Osten und umfasst innerhalb davon die Straßen Hans-Böckler-Allee, Röntgenstraße, Zanderstraße und Zeppelinstraße. Die südliche Hälfte der Siedlung liegt in der Gemarkung Muffendorf, die nördliche in der Gemarkung Godesberg.

## Geschichte

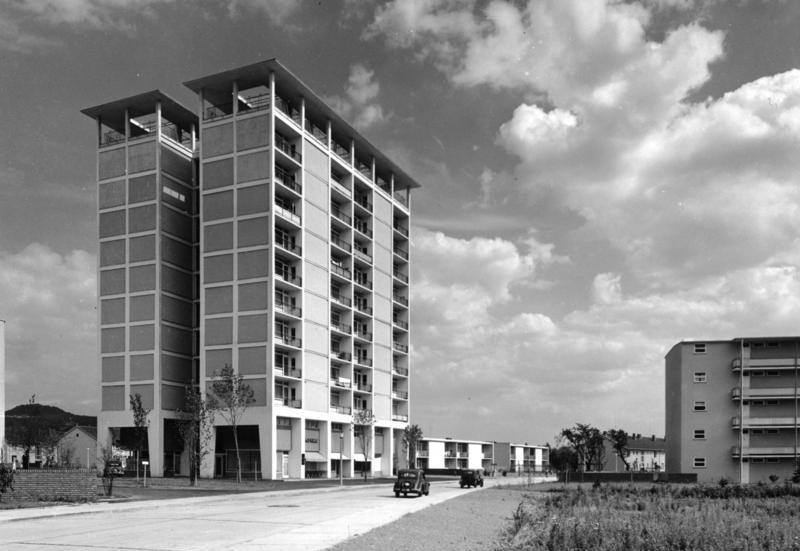
HICOG-Siedlung Muffendorf (1952)

Nachdem Bonn 1949 Regierungssitz der Bundesrepublik Deutschland geworden war, nahm die US-amerikanische Hochkommission als Dienststelle des Hohen Kommissars („High Commissioner of Germany“=HICOG) und Teil der Alliierten Hohen Kommission ihren Sitz zunächst in Frankfurt am Main. Ende 1950 fiel der Beschluss, die US-Hochkommission vollständig in die Enklave Bonn zu verlegen und ihren Dienstsitz in der Bad Godesberger Deichmannsaue einzurichten. Zu diesem Zweck wurden in Bad Godesberg Wohnungsbauprojekte sowohl für die amerikanischen als auch die deutschen Mitarbeiter der Hochkommission eingeleitet. Diese plante zunächst, sich die Grundstücke für die deutsche Siedlung von der Stadt, der die Mieteinnahmen zufallen sollten, bereitstellen sowie erschließen zu lassen und den Bau der Häuser selbst zu finanzieren.:107 Die Stadt lehnte das Angebot ab, woraufhin das Bundesfinanzministerium die der Stadt zugedachten Aufgaben übernahm. Es erwarb für den Bau der Siedlung von der Erbengemeinschaft Rigal ein 11,6 ha umfassendes Grundstück im damals noch unbebauten „Pennenfeld“ an der Koblenzer-, Muffendorfer und Deutschherrenstraße. Am 18. April 1951 schlossen die Bundesrepublik Deutschland und das Büro des US-Hochkommissars den Grundstücksvertrag.:111
Mit Planung und Entwurf der Siedlung war eine Arbeitsgemeinschaft beauftragt, die aus dem Münchner Architekten Sep Ruf (Oberleitung) und den Frankfurter Architekten Otto Apel, Rudolf Letocha, William Rohrer und Martin Herdt (Ausführung) bestand und der amerikanische Techniker zur Seite standen. Die Planung der Freiflächen lag in den Händen des Gartenarchitekten Hermann Mattern:59. Für die architektonische und städtebauliche Umsetzung erhielten die Architekten vom Bauherrn, der US-Hochkommission, keine Vorgaben.:77 Bei dem Hochhaus der Siedlung (Röntgenstraße 19) handelte es sich um das erste Wohnhochhaus in Bad Godesberg. Eine baugleiche Siedlung mit einer übereinstimmenden Wohnungsanzahl, ebenfalls für die deutschen Mitarbeiter der Hochkommission, wurde unter Leitung derselben Architekten zeitgleich im Bonner Ortsteil Tannenbusch (HICOG-Siedlung Tannenbusch) verwirklicht. Mit dem Auslaufen des Besatzungsstatuts ging die Siedlung 1955 in das Eigentum der Bundesrepublik Deutschland über. Der Wohnraum wurde seither insbesondere für die Mitarbeiter der in Bonn ansässigen Bundesbehörden bereitgestellt. 1996 wurde die Siedlung als Ganzes, inklusive der Inneneinrichtung, eines Garagenhofs und eines Verkaufspavillons, unter Denkmalschutz gestellt. Eigentümer der Liegenschaft ist die Bundesanstalt für Immobilienaufgaben.

## Architektur
Die Siedlung ist hinsichtlich ihres Aufbaus und ihrer Größe weitgehend identisch mit der HICOG-Siedlung Tannenbusch, erhält jedoch durch ihre topographische Lage und Erschließungsweise ein anderes Gepräge:74. Sie umfasst fünf bis sechs verschiedene Haustypen, darunter ein Hochhaus als Mittelpunkt der Anlage, und beinhaltet 412 Wohnungen. Zwischen den Häusern liegen umfangreiche, teils baumbewachsene Grünflächen. Der Wechsel zwischen unterschiedlichen Baukörpern, Fassadengliederungen (geschlossen, offen, verglast) sowie den Freiflächen führt zu einer Auflockerung und begründet die städtebauliche und architektonische Qualität der Gesamtanlage. 
Das von Beginn an unterschiedliche Erscheinungsbild der HICOG-Siedlung gegenüber jener in Tannenbusch liegt in einem anderen Straßenverlauf, zur Erschließung eines polygonalen Geländes inmitten einer benachbarten Bebauung begründet.:75 Die Laubenganghäuser der Siedlung waren ursprünglich flachgedeckt und verfügen seit 1987 über Walmdächer. Zu den weiteren Unterschieden im Vergleich zu Tannenbusch gehört der Dachaufbau des Hochhauses, bei dem viereckige Stützen eine in der Mitte durchbrochene, nach allen Seiten vorkragende Betonplatte tragen.:93

„Die HICOG-Siedlungen [Tannenbusch und Muffendorf] gehören dank ihrer städtebaulichen und architektonischen Qualität (…) zu den herausragenden frühen Wohnungsbaumaßnahmen in der Bundesrepublik.“